# 黃健庭
黃健庭（1959年11月6日—），中華民國政治人物，中國國民黨籍，現任中國國民黨秘書長，曾任臺東縣縣長、立法委員、國民大會代表。黃健庭縣長任內在《遠見雜誌》縣市長施政滿意度調查中多次蟬聯五星縣長，其父黄镜峰亦曾任臺東縣縣長。

## 選舉紀錄
| 年度 | 選舉屆數               | 選舉區       | 所屬政黨   | 得票數 | 得票率 | 當選標記 | 備註 |
| ---- | ---------------------- | ------------ | ---------- | ------ | ------ | -------- | ---- |
| 1996 | 第三屆國民大會代表選舉 | 臺東縣選舉區 | 中國國民黨 | 17,741 | 22.92% |          |      |
| 2001 | 第五屆立法委員選舉     | 臺東縣選舉區 | 中國國民黨 | 30,255 | 42.52% |          |      |
| 2004 | 第六屆立法委員選舉     | 臺東縣選舉區 | 中國國民黨 | 38,178 | 61.59% |          |      |
| 2008 | 第七屆立法委員選舉     | 臺東縣選舉區 | 中國國民黨 | 34,794 | 61.09% |          |      |
| 2009 | 第十六屆臺東縣縣長選舉 | 臺東縣       | 中國國民黨 | 56,354 | 52.59% |          |      |
| 2014 | 第十七屆臺東縣縣長選舉 | 臺東縣       | 中國國民黨 | 64,272 | 54.41% |          |      |

## 事件

### 2017年10月中華民國國慶煙火
2017年10月，國慶煙火百年來首次移師台東施放，前一個月民進黨台東縣立委劉櫂豪向時任立法院長蘇嘉全提議，蘇嘉全隨即徵詢台東縣長黃健庭的意見，縣長認為這將是個難得的機會，尤其2016年台東飽受風災打擊，國慶煙火施放，有助提振產業。最終在台東縣政府、台東縣立委劉櫂豪等通力合作下促成了這場盛事。

### 美麗灣度假村爭議
在黃健庭任內，台東美麗灣渡假村開發案歷經建照、環評無效判決定讞，施工進度卻未因訴訟減緩，違法建築體也沒有清除。台東縣政府於2012年6月2日重啟環評程序，引起民間團體高度憤慨，並在當日聚集大批民眾於台東縣政府前抗議。
黃健庭也曾爆區指出，「美麗灣」並非其任內的實施的開發計畫，而是前縣長徐慶元的BOT招商案，此後臺東縣歷經吳俊立、賴順賢以及鄺麗貞三位縣長執政，待黃健庭就任時，主建築早已竣工，訴訟也已送請當地法院審理。黃健庭要求業者做到「污水0排放」、70%在地就業、融入部落社區，努力創造「政府、企業、環境三贏」的結果。黃健庭指出，很遺憾，專家通過的環評兩度被法院以程序為理由撤銷，與墾丁悠活、夏都，未環評就能經營的命運大不同。業者灰心之餘提出解約仲裁，最終縣府必須以「6.29億元」的高代價買回一棟合法卻無法經營，還得編列預算維護的建物，造成今天三輸的局面。

### 退輔會藥商回扣案
黃健庭被控於2004年任立法委員期間，向退輔會遊說藥品採購換取藥商回扣新台幣208萬元，並以做假帳、人頭方式核銷，涉及貪汙、圖利、商會法、稅捐稽徵法等罪被起訴。此案經10餘年纏訟，於2018年10月更一審判決此案不構成貪汙圖利罪，但違反商會法輕判一年，又依中華民國九十六年罪犯減刑條例減刑為5個月，得易科罰金。
「藥商案」延宕12年，最後定讞判決，以「協助逃漏稅捐」判兩個月，不得上訴，只能易科罰金。問題是相關的企業沒有被判逃漏稅，連起訴都沒有，黃健庭感到相當遺憾，認為這是檢察官做業績、法官怠惰以及羅織罪名。

### 監察院人事任命風波
2020年6月19日，總統府公布監察院正副院長及監察委員人選，總統蔡英文預定提名陳菊為院長、黃健庭為副院長，但此決策在國民黨及民進黨內部皆引發反彈，總統府方面亦未對其提名進行辯護，隔日黃健庭宣布退出提名。該職位因此懸缺至2022年5月30日李鴻鈞就任爲止。

## 个人著作
- 2014年，《勇敢不一樣：黃健庭與台東的成長故事》，天下文化，ISBN 978-986-320-529-6。
- 2018年，《台東不一樣：黃健庭翻轉台東的故事》，天下文化，ISBN 978-986-479-593-2。

## 外部連結
- 黃健庭的Facebook專頁